# Gotham: Luz de gas
Gotham: Luz de gas (inglés: Gotham by Gaslight) es una historieta one-shot de DC Comics creada por Brian Augustyn y Mike Mignola, con tintas de P. Craig Russell. Dio lugar a una secuela, Master of the Future (1991), también escrita por Augustyn, pero dibujada por Eduardo Barreto.
Aunque no estaba catalogada inicialmente como tal, Gotham by Gaslight es considerada actualmente como la primera historia de Elseworlds, en donde los héroes de DC Comics son sacados de su contexto habitual y puestos en líneas de tiempo o realidades alternativas. Ediciones posteriores han incluido el logotipo de "Elseworlds".

## Argumento
Es 1889. Bruce Wayne se encuentra realizando una visita por Europa. Su viaje por Europa termina en Viena, donde ha ido a aprender del Dr. Freud. Bruce le cuenta a Freud un sueño recurrente que tiene en el que rememora el asesinato de sus padres y decide que debe regresar a Gotham City. En el viaje de regreso, Bruce se encuentra con Jacob Packer, un viejo amigo de su familia al que conoce como Tío Jake, que regresaba también de un viaje por Europa.
Poco después de llegar, el Inspector Gordon informa a Bruce acerca de las bandas criminales que operan actualmente en Gotham. Gordon también muestra a Bruce el caso de un hombre que envenenó a su esposa y trató de suicidarse con el veneno, el cual lo dejó con vida con una sonrisa permanente. Bruce se pone el manto de Batman para luchar contra los criminales en la calle.
Al mismo tiempo, se suceden una serie de asesinatos de mujeres y alguna gente comienza a sospechar que Batman es el asesino. Pronto se descubre que Jack el Destripador ha llegado a Gotham, puesto que los asesinatos en Gotham City recuerdan a los asesinatos del destripador.
Tras una búsqueda en la Mansión Wayne, se encuentra un cuchillo ensangrentado debajo de la cama de Bruce y Bruce es detenido. Se celebra un juicio en el que el Tío Jake hace de abogado defensor de Bruce. Tras el juicio, Bruce es declarado culpable de ser el destripador y condenado a la horca por sus crímenes. Bruce es encarcelado a la espera de la ejecución en el Asilo Arkham.
Una vez en prisión, Gordon le pasa toda la documentación sobre los crímenes y Bruce se afana día y noche en tratar de averiguar cómo atrapar al destripador. A tan sólo un día de la ejecución, Bruce averigua la identidad del destripador al descubrir que tenía la habilidad de un cirujano y que el cuchillo usado pertenecía al grupo médico que colaboró con su padre. Finalmente escapa de la prisión con la ayuda de Alfred y se encamina directamente hacia el destripador.
Batman irrumpe justo cuando el destripador está a punto de reclamar su próxima víctima. Batman persigue al destripador a lo largo de Gotham y los dos van a parar frente a la tumba de Thomas y Martha Wayne, donde se revela que Jacob Packer es el destripador. Packer había sido formado en medicina y derecho con el dinero de Thomas Wayne, pero se había vuelto loco por el rechazo de Martha Wayne a sus insinuaciones. Desde entonces estuvo matando a las mujeres que se parecían a Martha para silenciar la risa de Martha que oía en su cabeza.
Además, Packer revela que contrató a un asesino para matar a los Wayne y Bruce le descubre su identidad. En ese momento aparece Gordon con la policía y Batman les dice que arresten a Packer. Packer confiesa que es el destripador y trata de matar a Batman, pero Gordon dispara a Packer matándolo en el último momento. Batman desaparece en las sombras, dejando a Gordon tomar el cuerpo de Jack el Destripador.

## Master of the Future
En la secuela, ambientada en 1892, Batman tendrá que luchar contra Alexandre LeRoi, que está tratando de perturbar las celebraciones de cambio de siglo de Gotham.
- Datos: Q2891515